# Кур'янівський ВТТ
Кур'янівський ВТТ — спеціалізований виправно-трудовий табір, організований в 1948 році для будівництва Кур'янівської станції аерації (КСА).
Закритий 29 квітня 1953, з передачею табірних підрозділів в Управління Будівництва 565.

## Підпорядкування
- З 24.02.1948 — Главгідробуд МВС СРСР
- З 09.11.1949 — Головне управління таборів залізничного будівництва (ГУЛЖДС)
- З 12.12.1951 — Головне управління таборів промислового будівництва (ГУЛПС; у віданні Управління Будівництва 565)
- З 02.04.1953 — ГУЛАГ Міністерства юстиції СРСР

## Виконувані роботи
- Будівництво Кур'янівської станції аерації (КСА)
- Будівельно-монтажні роботи на Сходненській гідровипробувальній станції, призначеній для випробування моделей і блоків турбін Куйбишевської ГЕС
- Будівельно-монтажні роботи по Тушинському лабораторному корпусу та житловим будинкам Гідропроекту
- Створення житлового фонду, будівництво комунально-побутових, санітарних та інших установ,
- Будівництво під'їзних автомобільних доріг та залізничних колій
- Лісозаготівлі в Костромській області.